# Stollberg/Erzgeb.
Stollberg/Erzgeb. település Németországban, azon belül Szászország tartományban. Lakosainak száma 11 033 fő (2023. december 31.).

## Népesség
A település népességének változása:
| Lakosok száma | 11 283 | 11 303 | 11 166 | 11 139 | 11 033 |
|               | 2017   | 2019   | 2021   | 2022   | 2023   |